# Luc De Maere
Luc De Maere (Temse, 12 december 1956 - Antwerpen, 18 december 2011) was pastoor van de Antwerpse Sint-Jacobsparochie.
Op 25 juni 1983 werd hij priester gewijd. Van 1983 tot 1986 gaf hij godsdienstles aan het Bisschoppelijk College Onze-Lieve-Vrouw van Lourdes in Edegem. Hij was jarenlang docent aan de Faculteit voor Vergelijkende Godsdienstwetenschappen in Wilrijk. Hij was sinds 1998 vertegenwoordiger van het Vaticaan bij het Internationaal Comité voor Militaire Geneeskunde en lid van het algemeen bestuur van de Vereniging voor Latijnse Liturgie. In 1999 schreef hij een boek over Edward Poppe, die net zoals hij afkomstig was uit Temse. Op 26 april 2006 werd hij benoemd tot Kapelaan van Zijne Heiligheid. Hij is overleden op 18 december 2011.

## Werken
- De Kerk als gemeenschap. Het communio-begrip als leidraad bij de herziening van het kerkelijk recht, Brugge - 1996, 214 p.
- Priester van vuur. Edward Poppe anders bekeken, The Publishing Company, Verantwoordelijke Uitgever Gert Van Mol, Brussel - 1999, 109 p.

## Publicaties
- De postsynodale apostolische exhortatie 'Pastores dabo vobis'. Canonieke relevantie voor de vorming van priesters, in: Communio (NL), 1992, pp. 458–471
- L'educazione sessuale e i diritti dei genitori, in: Anthropotes. Rivista di studi sulla persona e la famiglia, 1993/1, pp. 103–123
- The Rights of Christ's Faithful at the Service of the Ecclesial Communio, in: Ius in Vita et in Missione Ecclesiae, LEV, 1994, pp. 231–236
- De ongeldigverklaring van huwelijken binnen de kerkelijke communio, in: Communio (NL), 1996, pp. 220–232
- Per una interpretazione più adeguata dell'esclusione della prole d'accordo con il criterio personalistico del matrimonio, in: Attuali problemi di interpretazione del Codice di Diritto Canonico, Romae, 1997, pp. 201–221
- Priester Edward Poppe. Zalig als de zuiveren van hart, in: Emmaüs, 1999, pp. 213–222
- "Fuiven in de kerk?": een reactie, in: Emmaüs, 2000, pp. 22–26
- Le Saint-Siège au sein du Comité International de Médecine Militaire, in: Revue Internationale des Services de Santé des Forces Armées, 2000, pp. 107–110
- Waarom de Kerk registers bijhoudt, in: Emmaüs, 2001, pp. 19–26
- De H.-Stoel en de Verenigde Naties, in: Emmaüs, 2001, pp. 188–200
- De Heer Jezus als Mens - De visie van Romano Guardini, in: Positief, 2004, pp. 248–256
- Moraal een taak voor de Kerk?, in: Positief, 2005, pp. 213–221
- Een nieuw concordaat, in: De Tijd (28.XII.2005) et in: Positief, 2006, pp. 54–56
- Pijnpunten in de verhouding tussen Kerk en Staat in België. Naar een nieuw concordaat voor België? in: P. De Hert e.a., Scheiding van Kerk en Staat of actief pluralisme?, Intersentia 2007, pp. 87–100